# Кияновка
Кияновка (укр. Киянівка) — село на Украине, находится в Барском районе Винницкой области.
Код КОАТУУ — 0520283606. Население по переписи 2001 года составляет 495 человек. Почтовый индекс — 23037. Телефонный код — 4341.
Занимает площадь 10,25 км².

## История
Образовано в 1957 году путем объединения сел Великие Гармаки, Малые Гармаки и посёлка совхоза Гармаки.
В селе действует храм Рождества Пресвятой Богородицы Барского благочиния Винницкой и Барской епархии Украинской православной церкви.

## Адрес местного совета
23036, Винницкая область, Барский р-н, с. Мыткы